# Javan Felix
Javan Rodd Felix (New Orleans, 28 luglio 1994) è un ex cestista statunitense.